# 沈艳芬
沈艳芬（1976年11月—），湖北巴东人，土家族，无党派人士。中华人民共和国政治人物、第十三届全国人民代表大会湖北省代表。

## 生平
2018年，沈艳芬被选为湖北省出席第十三届全国人民代表大会代表。